# Coronel João Pessoa
Coronel João Pessoa este un oraș în Rio Grande do Norte (RN), Brazilia.